# Xã White Deer, Quận Union, Pennsylvania
Xã White Deer (tiếng Anh: White Deer Township) là một xã thuộc quận Union, tiểu bang Pennsylvania, Hoa Kỳ. Năm 2010, dân số của xã này là 4.437 người.